# Hodoșa, Mureș
Hodoșa (în maghiară Székelyhodos) este satul de reședință al comunei cu același nume din județul Mureș, Transilvania, România.

## Istoric
Satul Hodoșa este atestat documentar în anul 1332 cu numele Hudus.
Pe Harta Iosefină a Transilvaniei din 1769-1773 (Sectio 144), localitatea a apărut sub numele de „Hodos”.

## Localizare
Localitatea este situată pe pârâul Hodoșa, afluent al râului Niraj.

## Monumente
- Biserica romano-catolică din Hodoșa

## Imagini

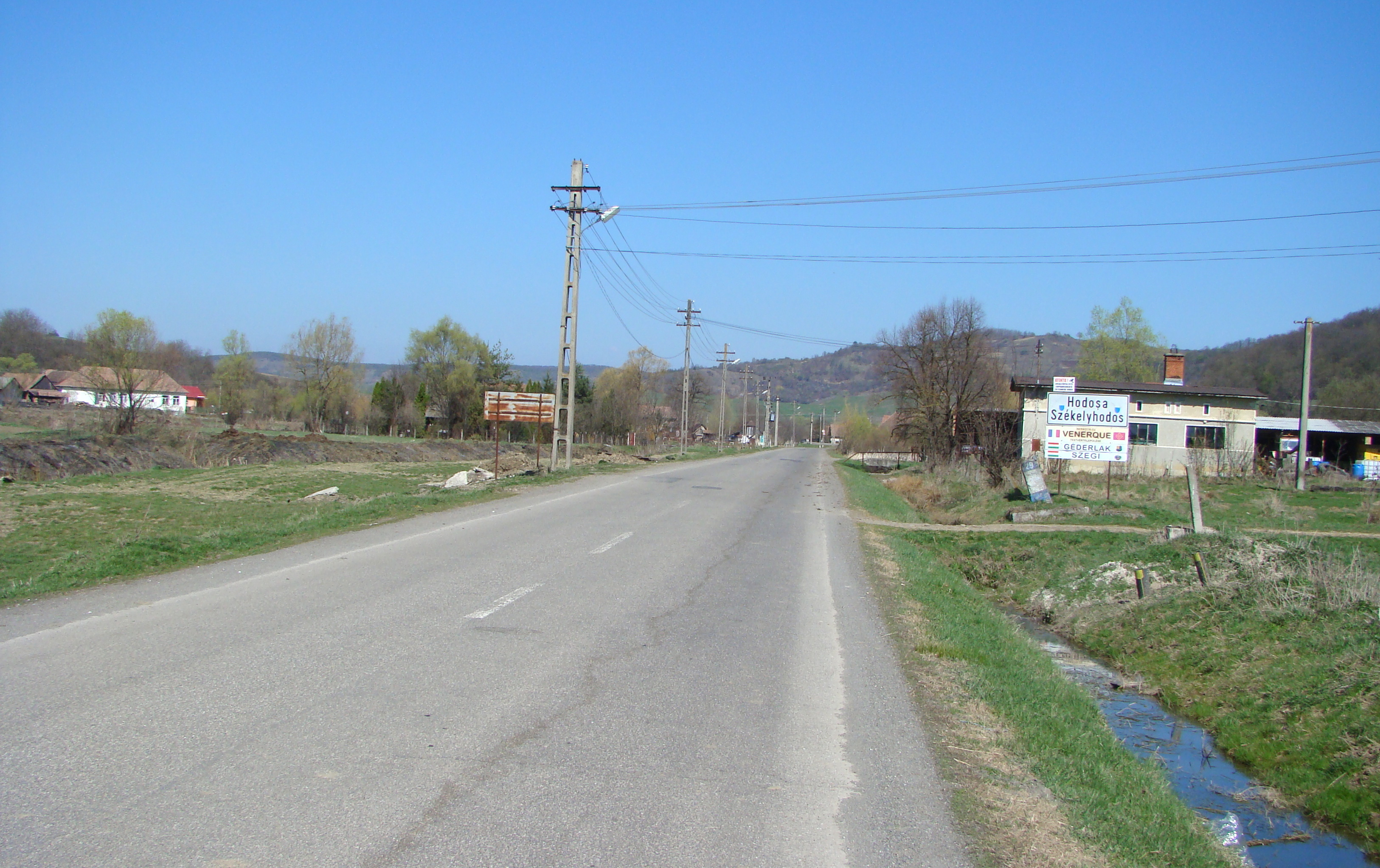
Intrarea în localitate
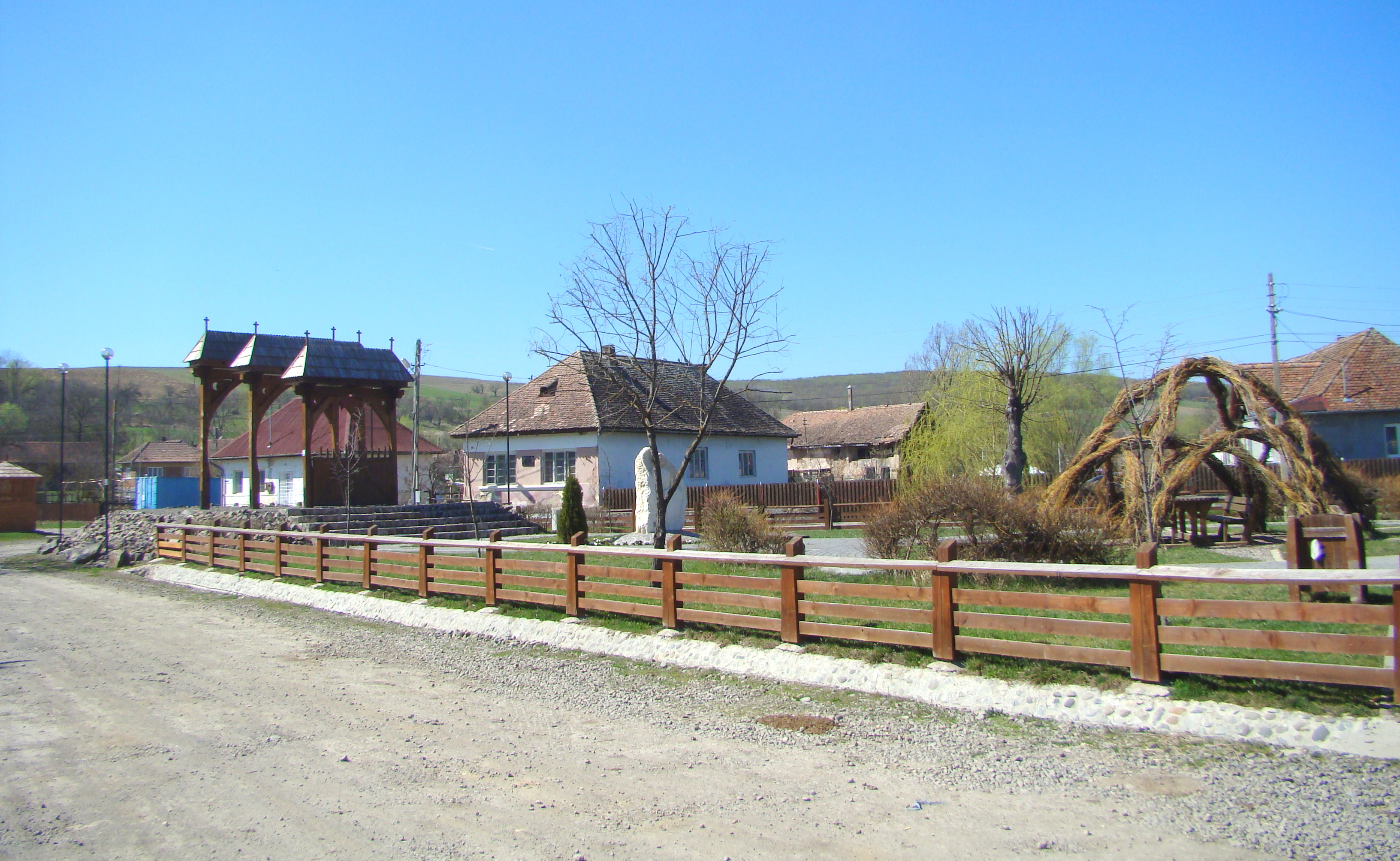
Centrul civic
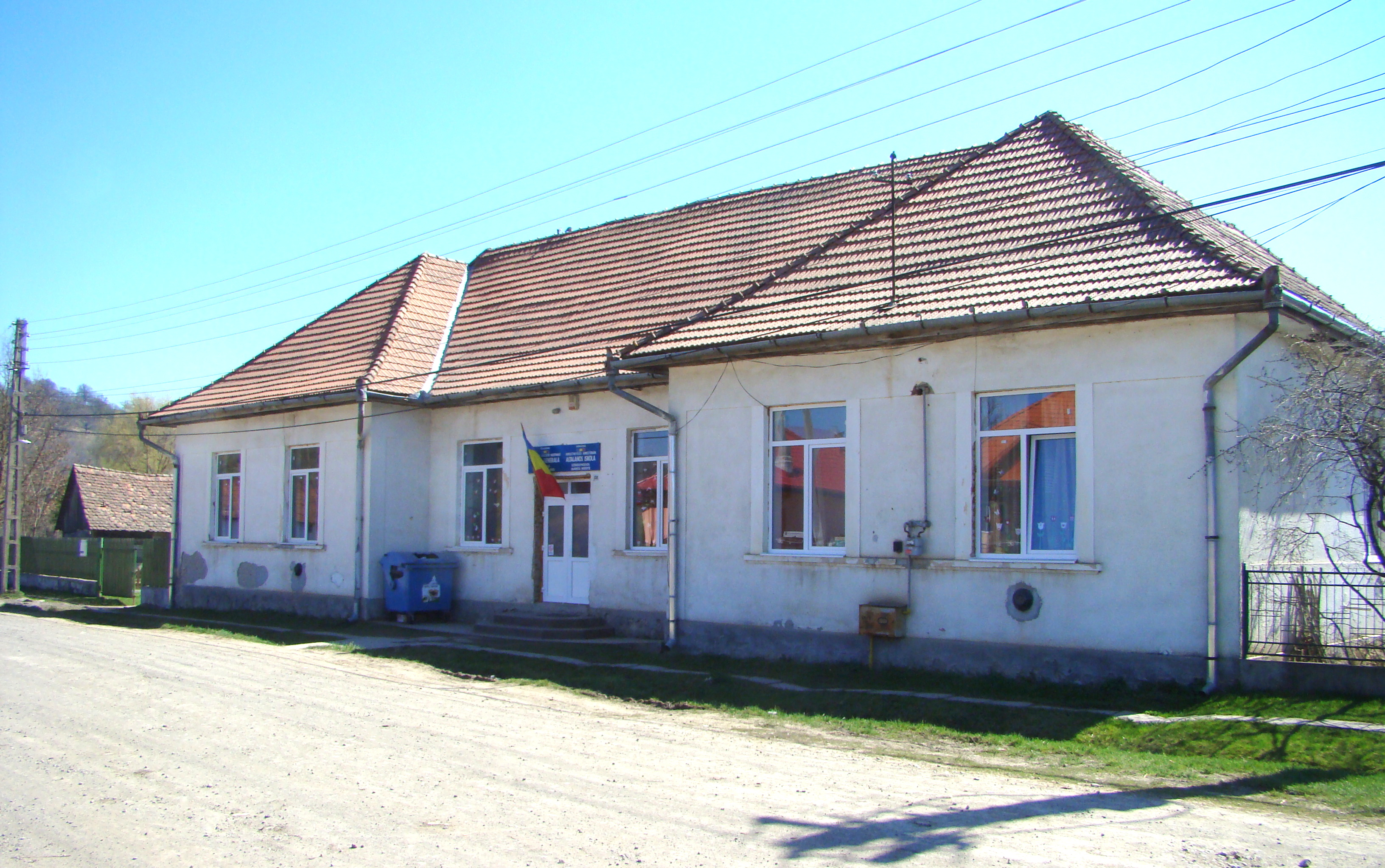
Școala
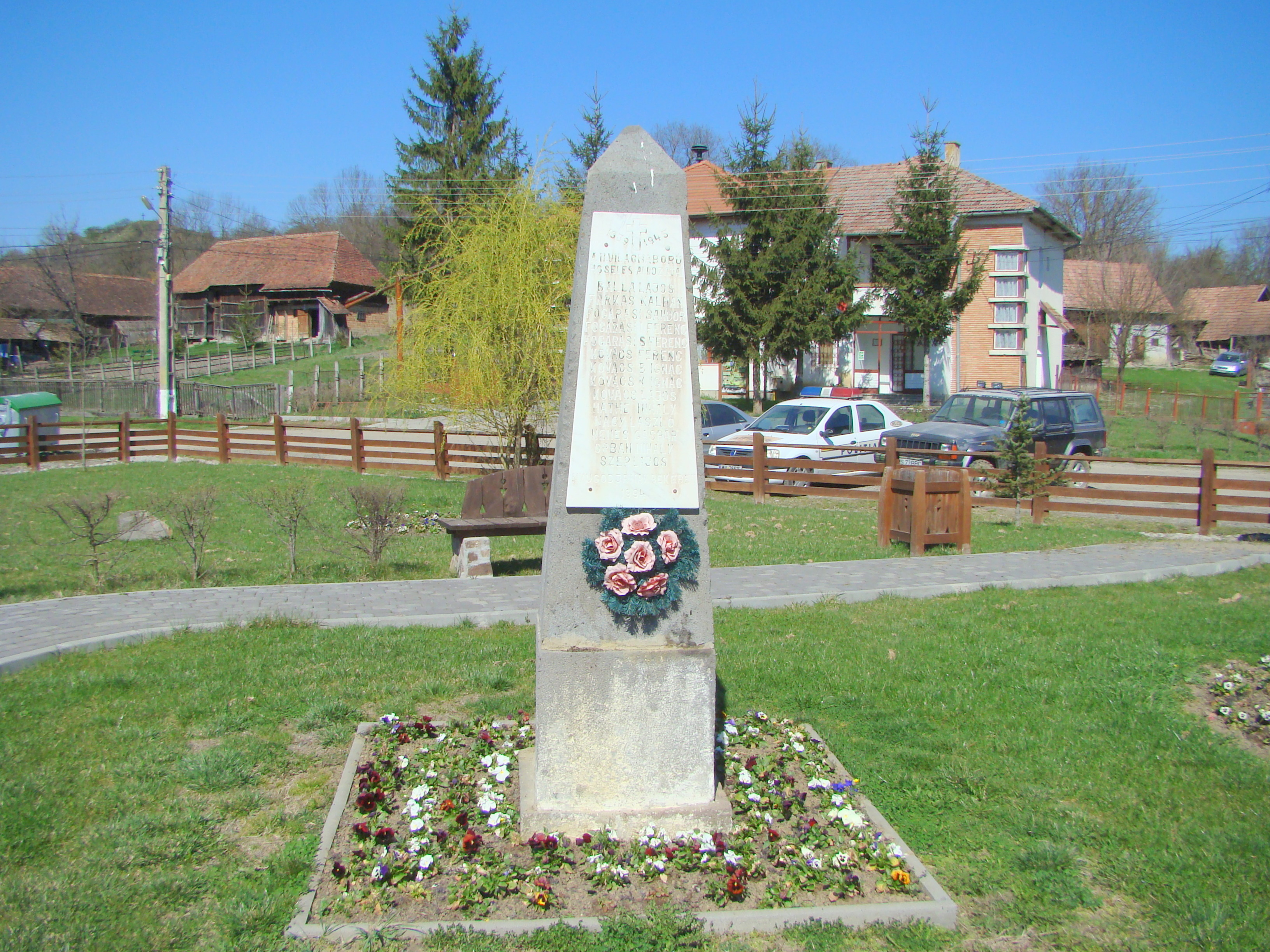
Monumentul eroilor
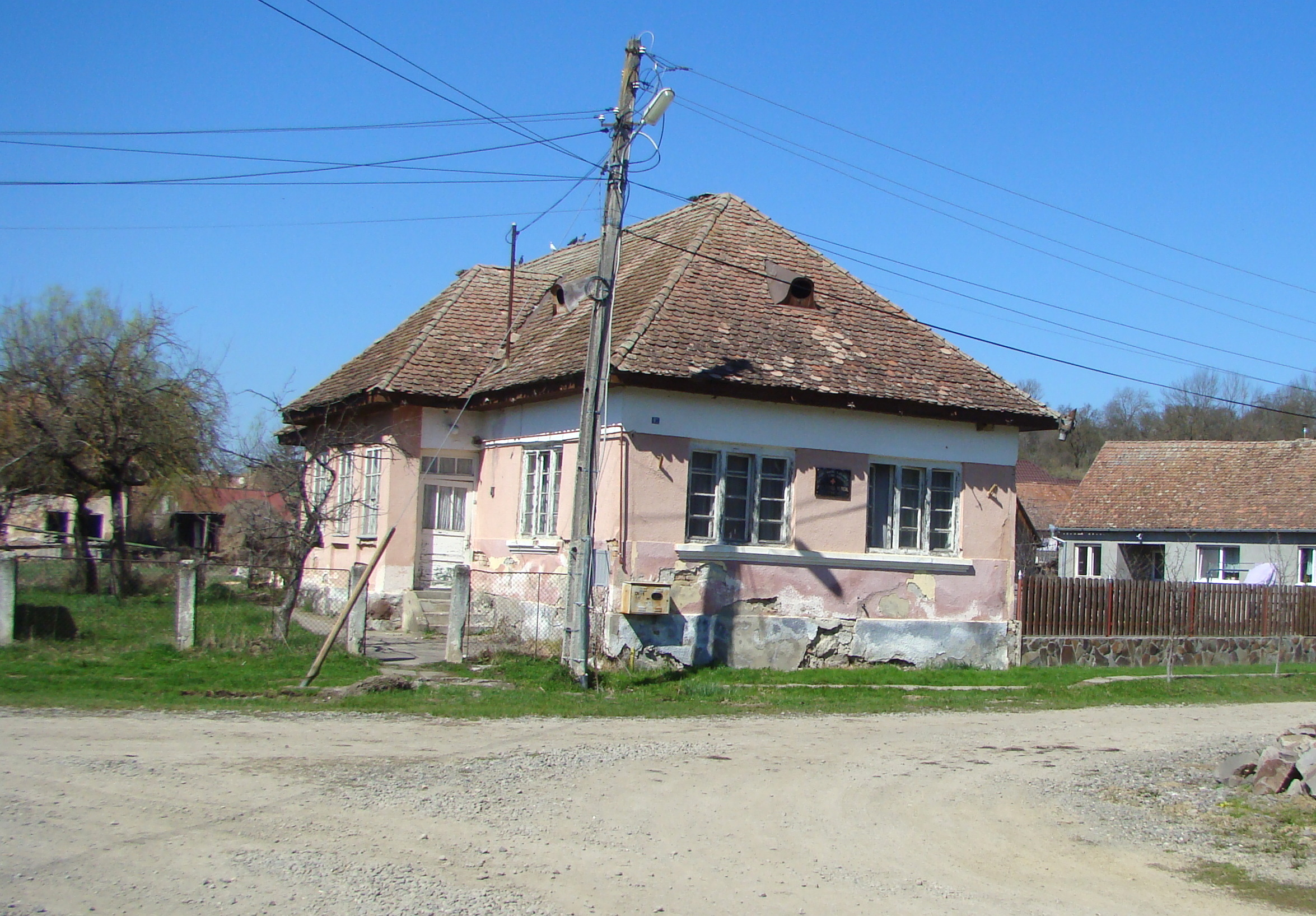
Dispensarul medical
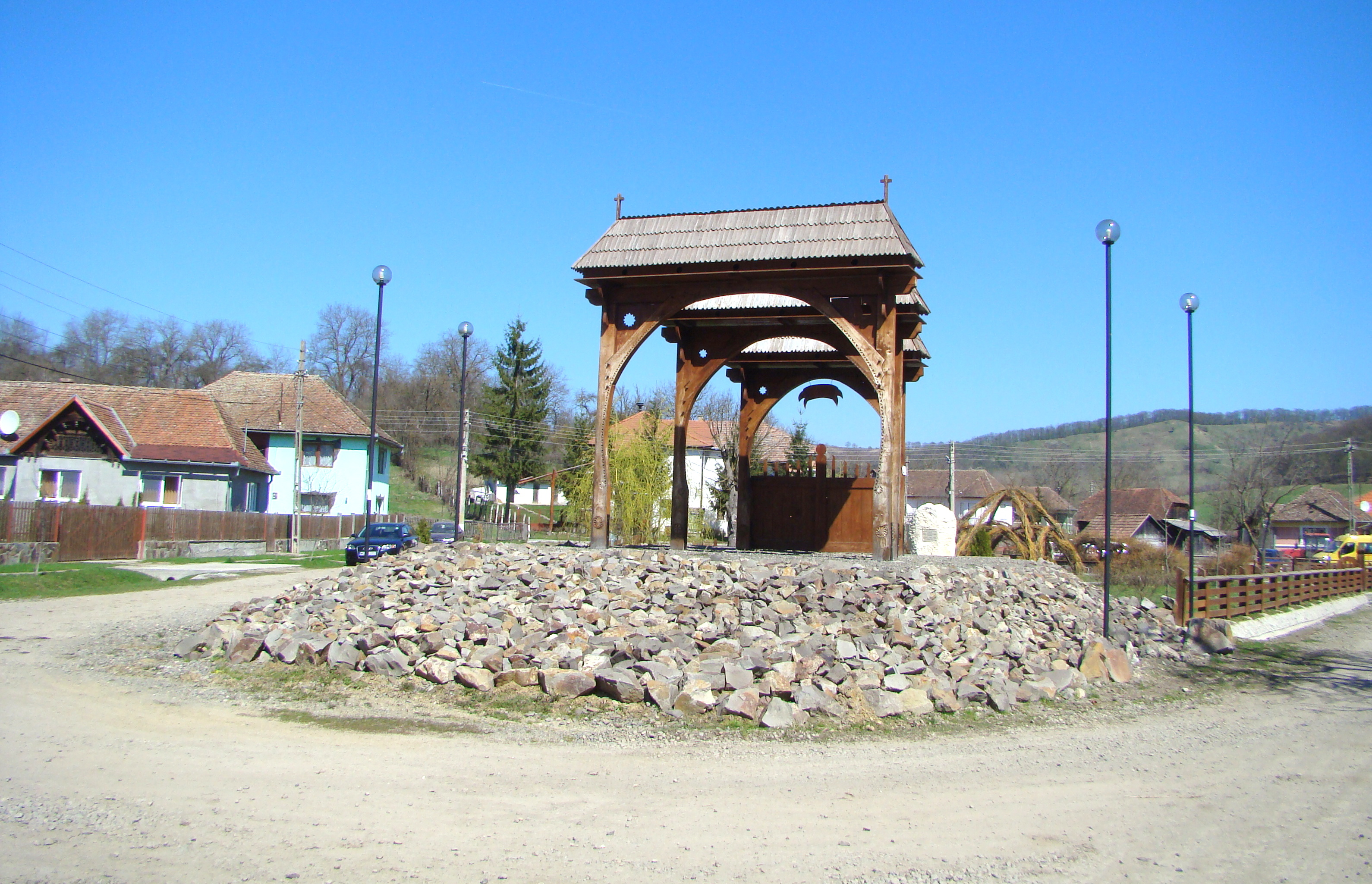
Monumentul din centrul localității
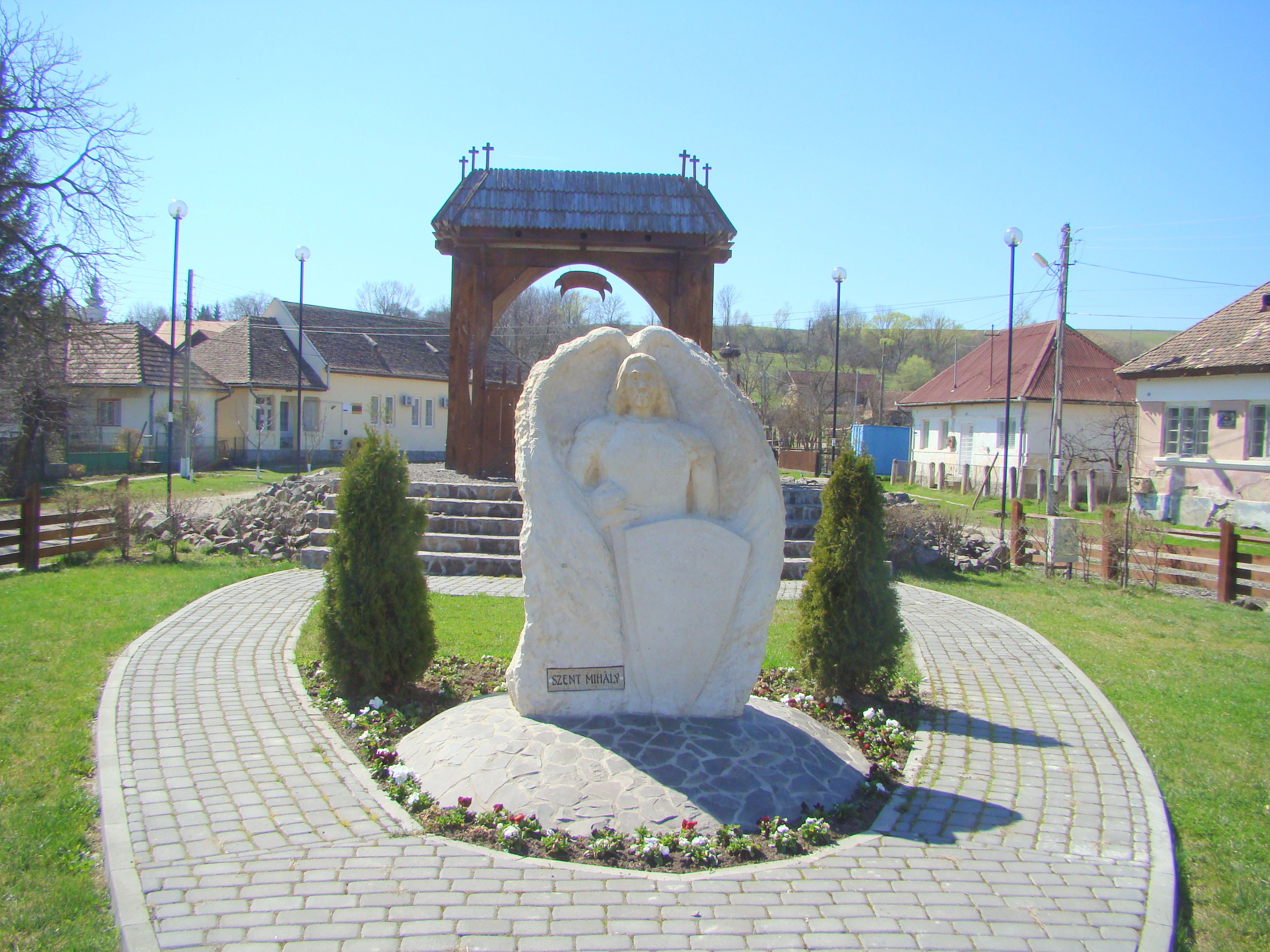
Monumentul Szent Mihály
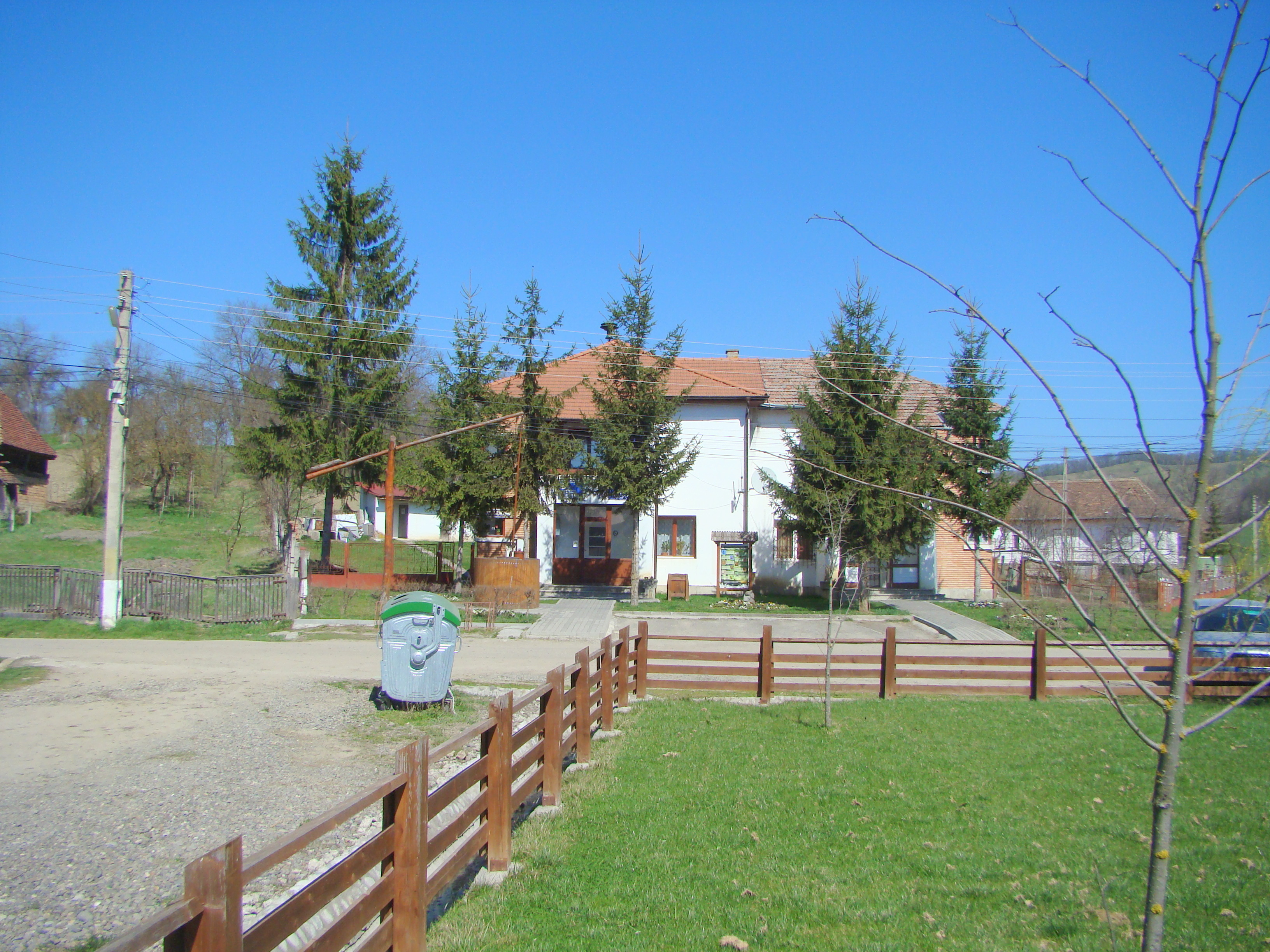
Primăria comunei
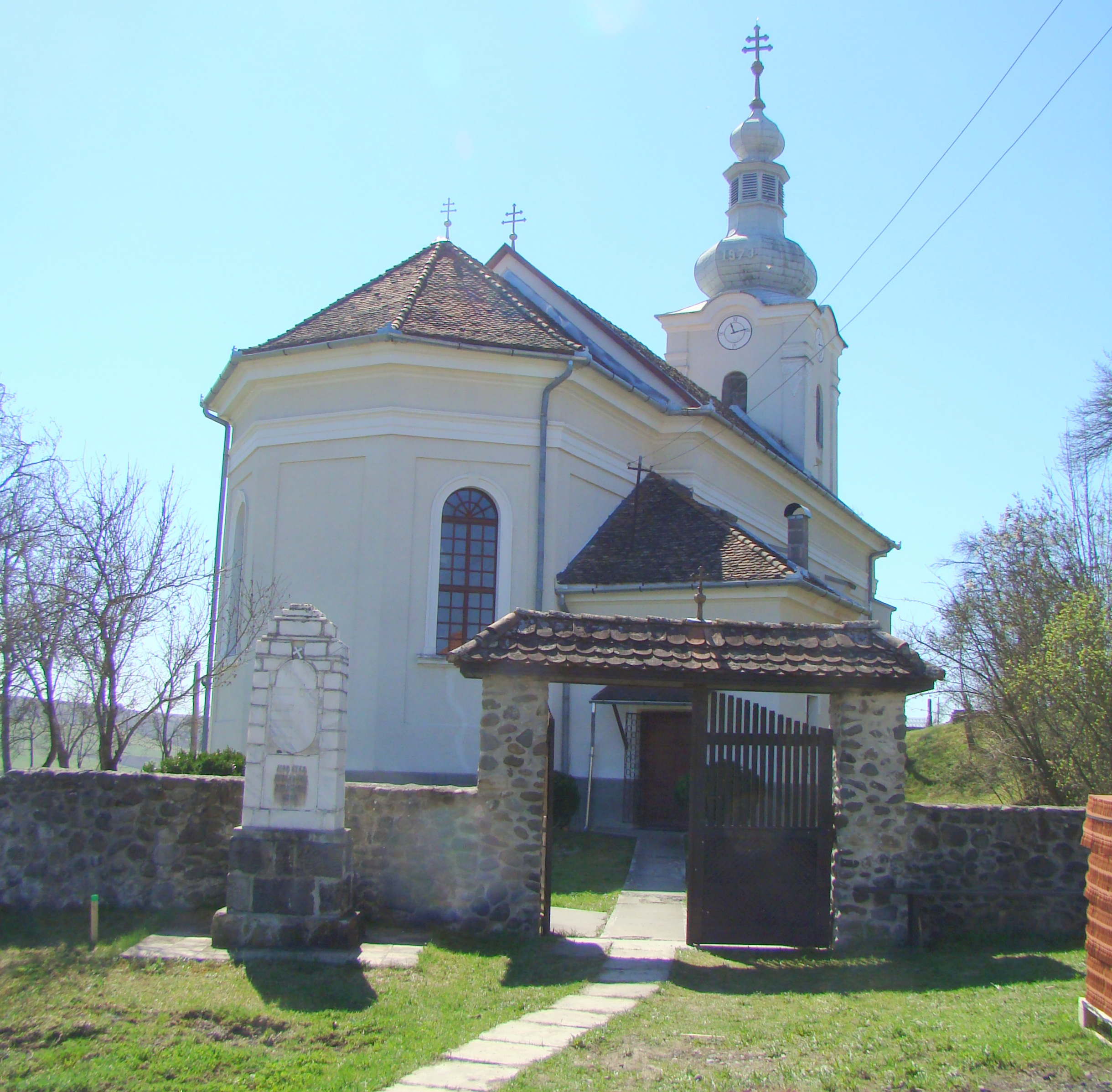
Biserica romano-catolică (monument istoric)